# Taxizentrale
Eine Taxizentrale koordiniert in einem bestimmten Gebiet den Einsatz von Taxis, die ihr angeschlossen sind. Sie nimmt Anfragen von Fahrgästen hauptsächlich per Telefon an und leitet sie meist per Funk an freie Fahrer weiter. Etwa 80 Prozent aller Taxis in Deutschland sind einer der etwa 500 Taxizentralen angeschlossen. Die Taxizentralen arbeiten nicht immer exklusiv in einem Gebiet, sondern stehen teilweise in Konkurrenz zu anderen Zentralen.
Rechtlich sind viele Taxizentralen als Genossenschaften einzelner Taxiunternehmer organisiert, deren Mitgliedschaft oft beschränkt ist und deren Verfahrensweisen durch ein Regelwerk festgelegt wurden. Fahrer, die nicht der jeweiligen Genossenschaft angehören, müssen sowohl für die Nutzung des Funks als auch für zugeteilte Fahrten Gebühren entrichten.
Taxi Berlin ist derzeit mit über 5000 Taxis die größte Taxizentrale Europas und bediente 2011 in der Spitze mehr als 750.000 Fahraufträge pro Monat.

## Taxi-Apps
Taxi-Apps sind Smartphone-Applikationen, die eine bequeme und automatische Taxi-Bestellung ohne Telefonanruf erlauben.
Die Kosten der Vermittlung werden den ausführenden Taxiunternehmen berechnet. Darum sind die Taxi-Apps und die Taxi-Bestellung über diese Vermittlungsmöglichkeit für den Besteller meist kostenlos.
Nachteilig ist, dass die Apps nicht mit allen Smartphone-Plattformen kompatibel sind und es durch die Zahl der Anbieter zu einer Zersplitterung der teilnehmenden Taxiflotten kommt, was zu schlechterer Abdeckung und längeren Anfahrten führt.

Etwaige Besonderheiten des Fahrauftrages (z. B. voluminöses Gepäck, Behinderungen, große Tiere, versteckte Eingänge usw.) sollten nach Vermittlung zusätzlich telefonisch abgesprochen werden (die hierzu erforderlichen Telefonnummern werden bei erfolgreicher Vermittlung gegenseitig angezeigt).